# 农夫雷维利亚
农夫雷维利亚，是西班牙阿拉贡自治区萨拉戈萨省的一个市镇。 总面积18平方公里，总人口53人（2001年），人口密度3人/平方公里。